# Disjunção esferoidal

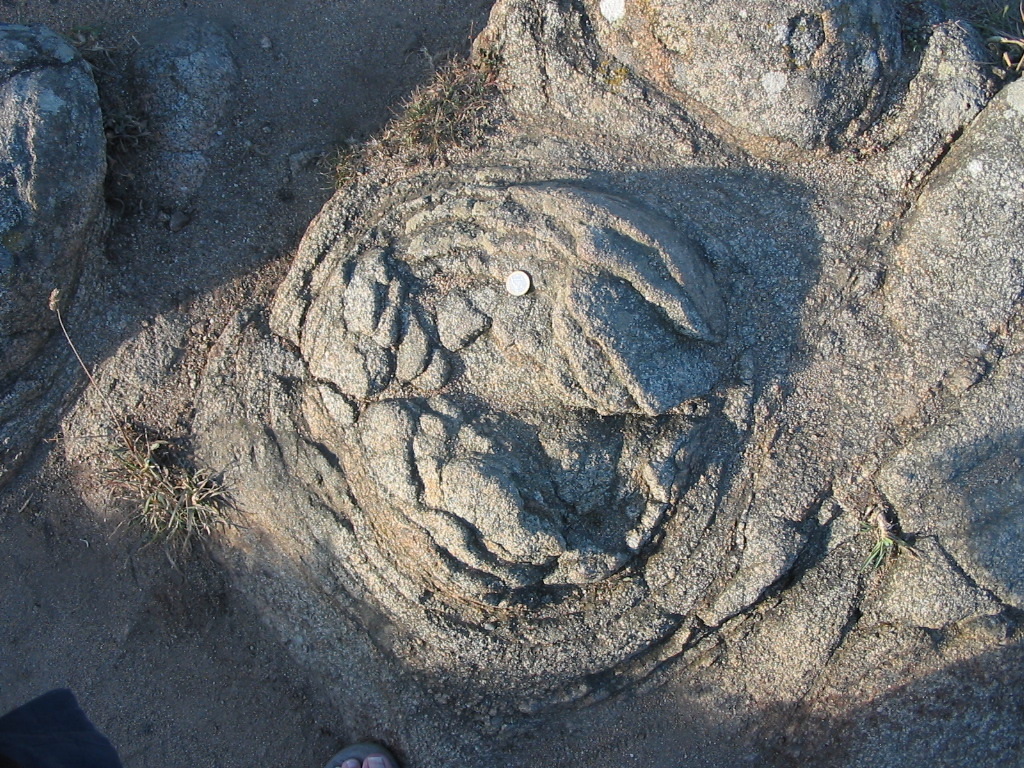
Disjunção esferoidal concêntrica em granito

Em geologia, disjunção esferoidal ou disjunção em bolas é a divisão das rochas em corpos geométricos esferoidais em resultado de fenómenos como consolidação magmática ou meteorização. É comum em rochas magmáticas básicas, como doleritos e gabros, podendo também ser observada em dioritos, granodioritos e granitos.